# Moričika Čósokabe
Moričika Čósokabe (japonsky: 長宗我部盛親, Čósokabe Moričika; 1575 – 11. června 1615) byl japonský samuraj období Azuči-Momojama a počátku období Edo. Jeho otcem byl Motočika Čósokabe. Byl vládcem provincie Tosa, ale po bitvě u Sekigahary mu jeho léno Iejasu Tokugawa odňal. Po porážce při Obléhání Ósaky byl 11. června 1615 se svými syny odsouzen a sťat.